# Covas (Vila Verde)
Covas era una freguesia portuguesa del concelho de Vila Verde,en el distrito de Braga, con 3,49 km² de superficie y 396 habitantes (2011), distribuidos en dieciocho lugares o núcleos de población. Su densidad de población era de 113,5 hab/km².

## Geografía
Covas estaba situada en la zona septentrional del municipio de Vila Verde, limitando con el de Ponte da Barca, Covas perteneció al concelho de Aboim da Nóbrega, hasta la extinción de este por Decreto de 31 de diciembre de 1853, pasando entonces al de Ponte da Barca, hasta que por otro Decreto de 24 de octubre de 1855 se integró en el de Vila Verde, creado entonces.

## Historia
Fue suprimida el 28 de enero de 2013 en aplicación de una resolución de la Asamblea de la República portuguesa promulgada el 16 de enero de 2013 al unirse con las freguesias de Atães, Codeceda, Penascais y Valões, para formar la nueva freguesia de Vade.